# 한차교
한차교(1934년 7월 20일 ~ 1996)는 대한민국의 태권도 마스터였으며 외국에서 태권도 원조 사범이라 불리는 12명 중 한 명이었다.
그는 태권도 9단이었고, 한국군에서 경력을 쌓은 후 1971년 아내와 갓 태어난 딸 낸시 한과 함께 미국으로 이주했다. 그는 나중에 또 다른 딸인 캐서린 한을 낳았다. 시카고에서 수년간 태권도를 가르친 후 1996년 사망했다.

## 같이 보기
- 국제 태권도 연맹